# Équipe de Pologne féminine de football des moins de 17 ans
Cet article traite de l'équipe féminine. Pour l'équipe masculine, voir Équipe de Pologne des moins de 17 ans de football.
Maillots
L’équipe de Pologne féminine de football des moins de 17 ans est constituée par une sélection des meilleures joueuses polonaises de moins de 17 ans sous l'égide de la Fédération de Pologne de football. Elle sort vainqueur de l'édition 2013 du Championnat d'Europe féminin de football des moins de 17 ans.

## Parcours

### Parcours en Championnat d'Europe
- 2008 : Non qualifiée
- 2009 : Non qualifiée
- 2010 : Non qualifiée
- 2011 : Non qualifiée
- 2012 : Non qualifiée
- 2013 :  Vainqueur
- 2014 : Non qualifiée
- 2015 : Non qualifiée
- 2016 : Non qualifiée
- 2017 : Non qualifiée
- 2018 : Phase de groupes
- 2019 : Non qualifiée
- 2020 et 2021 : Éditions annulées
- 2022 : Non qualifiée
- 2023 : Phase de groupes
- 2024 :  Troisième